# Ugo Fantozzi
Ugo Fantozzi, comptable (italien : ragionere, d'où l'inscription : Fantozzi Rag. Ugo sur la porte de son appartement dans les films) est un personnage imaginaire inventé et interprété par Paolo Villaggio en littérature et au cinéma. Ses aventures sont inventées par Paolo Villaggio, en roman ou en film, parfois avec la collaboration du réalisateur du film (ainsi en 1980 Fantozzi contro tutti est coréalisé avec Neri Parenti).

## Le personnage
Paolo Villaggio fait apparaître Fantozzi en 1968 quand il participe à l'émission télévisée Quelli della domenica. Dans les sketches de cette émission, Villaggio racontait des histoires comiques et catastrophiques, avec son vocabulaire très particulier du fait de son recours habituel à l'hyperbole : le protagoniste en était souvent le pauvre Fantozzi. C'était le nom d'un employé de la grande entreprise où travaillait Villaggio (Italsider).
À partir de ces histoires, Villaggio en compose des nouvelles pour l'Europeo, lesquelles seront rassemblées dans un livre, Fantozzi (1971), qui devient vite un best-seller (plus d'un million d'exemplaires vendus). En 2011, pour le 150e anniversaire de l'Unité italienne, le livre est choisi pour figurer dans la liste des 150 livres qui ont marqué l'histoire du pays par le comité scientifique Centro per il libro e la lettura.
Du fait du succès, une mise en scène au cinéma est envisagée, avec Paolo Villaggio lui-même comme interprète du personnage de Fantozzi.
En 1975 sort le premier film, intitulé tout simplement Fantozzi, composé d'extraits des deux premiers livres sur le personnage et réalisé par Luciano Salce. Villaggio, au début, ne désirait pas jouer le rôle principal, et l'avait demandé à son ami Renato Pozzetto, puis devant son refus, à Ugo Tognazzi; sur le refus de ce dernier, Paolo Villaggio se décide à interpréter le personnage qu'il a inventé.
Le film a un grand succès, et sera le début d'une saga de neuf autres épisodes : le second réalisé encore par Salce, alors que du troisième au neuvième la réalisation est assumée par Neri Parenti, et qu'enfin le dernier (Fantozzi 2000 - La clonazione) est  réalisé par Domenico Saverni.

## Caractéristiques du personnage
Le personnage de Fantozzi, pensé à l'origine comme représentation de l'homme peu doué et malchanceux contre lequel la déveine et les abus des autres semblent s'acharner, entre dans l'imaginaire collectif des italiens pour son attitude grotesque de soumission envers le pouvoir établi, et comme paradigme de l'homme ordinaire ou même médiocre, blessé par la société et continuellement en attente d'une rédemption. « Il prototipo del tapino, ovvero la quintessenza della nullità » (le prototype du misérable, ou encore la quintessence de la nullité) pour reprendre les mots de Villaggio.
Villaggio a inventé ce personnage alors qu'il était employé à Italsider (Gênes), au vu des attitudes de servilité et d'arrivisme dont il avait été témoin, et qu'il a ensuite caricaturées avec ironie.
Fantozzi est une hyperbole vivante, un caractère excessif, mais au sens paradoxal où les énormes avanies qu'il subit ne provoquent en lui aucune réaction. Sa médiocrité s'exprime par sa vulgarité (rots, jurons), mais aussi par sa servilité, ce qui fait de lui un personnage à la fois comique et tragique. Une autre caractéristique sera celle de devoir toujours se soumettre à tous, et d'avoir toujours à la bouche un mot d'excuse pour ce qui pourrait surprendre son entourage. À la fin, on retient surtout son inertie devant les difficultés et le mauvais sort.
Selon le critique Riccardo Esposito, Fantozzi représente l'archétype de l'italien moyen des années 1970, semi-bourgeois, au style de vie simple (aucun diplôme, travail comme employé, maison à loyers plafonnés, etc.), et par lui s'expose toute une tranche de la société du travail : il est probable qu'en toute entreprise on trouve une séductrice à double jeu comme Mlle Silvani, un chef exigeant ou un collègue arriviste.
Sa famille, qui devrait être le seul refuge devant les étroitesses de la société qui ne le reconnaît pas sinon pour l'exploiter, est composée d'une femme insignifiante et pas trop jolie, Pina, qui est cependant pleine de compassion et d'estime envers lui, et d'une fille laide et au caractère obtus, Mariangela.
« Ma allora... vuol dire che... tu mi... mi a...?
– Ugo, io... ti stimo moltissimo
– A... amare no, eh? »
— Dialogue entre Fantozzi et son épouse dans Fantozzi 2000 - La clonazione

« Mais alors... ça veut dire que tu m'ai...?
– Ugo, je t'e-stime beaucoup
– Ai... aimer, non hein ? »
Rond-de-cuir zélé, Fantozzi continue de fréquenter ses collègues, malgré les nombreuses vexations dont il est l'objet, et pas seulement pendant les heures de travail à la Megaditta : il va avec eux aux sports d"hiver, il fête avec eux le nouvel an, il participe avec eux à des voyages en camping-car, à des courses cyclistes ou des parties de foot organisées pour les employés ; tout spécialement, il est souvent le partenaire de son collègue Filini, par exemple au tennis (à 6 h du matin) ; un autre collègue, Calboni, particulièrement arriviste, et Dom Juan de l'équipe, traite Fantozzi de "puccettone" (doux imbécile).

## Fantozzi au cinéma
Les deux premiers films (1975, 1976) sont réalisés par Luciano Salce.
À partir de 1980, Paolo Villaggio travaille avec le réalisateur Neri Parenti, en commençant par John Travolto... da un insolito destino (1979), et en reprenant la saga des films de Fantozzi. Il collabore avec l'équipe de scénaristes comprenant : Leo Benvenuti, Piero De Bernardi, Alessandro Bencivenni et Domenico Saverni entre 1980 et 1996 (Fantozzi - Il ritorno). Cette collaboration s'étend aussi à d'autres films que la saga Fantozzi : par exemple Scuola di ladri (1986) et Le comiche (1990).
Le personnage de Fantozzi s'éteint en 1999 avec Fantozzi 2000 - La clonazione, réalisé par Domenico Saverni. 
Villaggio avait cessé de travailler avec Neri Parenti depuis 1996, ce dernier s'étant consacré avec Aurelio De Laurentiis, Christian De Sica et Massimo Boldi au tournage répété des films dits « ciné-panettoni ».

### Effet culturel
Les films de Fantozzi ont anticipé l'attention actuelle au harcèlement dans l'entreprise.
Dans ce registre, ils ont provoqué l'insertion dans la langue italienne d'expressions tirées des films ("Com'è umano, Lei!", l'adjectif "fantozziano", ou encore "alla Fantozzi").
Il en va de même pour le collègue de Fantozzi, Filini (Gigi Reder), qui organise sans se fatiguer des sorties après le travail : ces événements sont toujours ratés et marqués de contretemps.

### Les modes de l'humour à la Fantozzi
On y remarque la diversité des expressions de l'humour : 
- verbal :
  - des conjugaisons fantaisistes (qui se remarquent surtout en italien : "vadi, Contessa" soit "vas-y comtesse !" ),
  - des titres ronflants et parodiques ("Rag. Gran. Figl. di. Putt.")
  - des termes utilisés sans que personne les comprenne vraiment (prostate ou kibbutz);
  - des hyperboles lexicales (les "92 minutes d'applaudissements", les "petites tomates à 18 000 °C", dans Il secondo tragico Fantozzi)
  - des sarcasmes ("a quel punto Fantozzi ebbe un leggerissimo sospetto. In pratica, s'incazzò come una bestia!!!", soit il eut alors un très léger soupçon, en fait il péta les plombs dans Fantozzi subisce ancora).
- graphique :
  - le geyser de rafraichissement après avoir mangé les tomates,
  - les effets des essuie-main de Pina,
  - les ouragans et les avalanches à la suite des rots...
- physique : les humiliations de Fantozzi (dans Fantozzi, Il secondo tragico Fantozzi et Fantozzi contro tutti): 
  - fusillé par l'inspecteur du travail avec un... canon ;
  - empalé sur son vélo dont manque la selle;
  - étouffant dans la tarte ou le plat de polenta ;
  - utilisé comme paratonnerre...
- parodique et satirique :
  - l'épisode du cuirassé Kotiomkin ;
  - les élections politiques.

### Les acteurs de la saga
Au cinéma, c'est Paolo Villaggio qui interprète le personnage de Fantozzi.
Avec lui, on voit revenir souvent :
- Milena Vukotic et Liù Bosisio dans le rôle de sa femme Pina,
- Anna Mazzamauro pour Mlle Silvani,
- Gigi Reder en Filini,
- Plinio Fernando qui joue la fille de Fantozzi, Mariangela[5].

### Les cibles de la critique de Villaggio
En fait, Villaggio s'en prend à la classe dirigeante dont il montre l'infantilisme. Les personnages de Cobram, mégadirecteur galactique, de la comtesse Serbelloni Mazzanti Vien dal Mare, du directeur passionné de cinéma soviétique des années trente, sont autant de caricatures des personnes parvenues par la fortune ou la rouerie. Il en montre l'arrogance, le sadisme et la fausse libéralité, avec en répondant la servilité de Fantozzi.

## Les "clones" de Fantozzi
Devant le succès de la saga, Villaggio répète les mêmes gags, les mêmes gestes dans des personnages semblables : Paolo Casalotti (dans I pompieri et dans Missione eroica - I pompieri 2); Paolo Ciottoli, (dans Ho vinto la lotteria di capodanno); Paolo Coniglio (dans Sogni mostruosamente proibiti); et Sergio Colombo dans les films Io no spik inglish et Banzai.
On peut encore assimiler à la liste des clones : 
- Gino Sciaccaluga dans A tu per tu (de Sergio Corbucci), chauffeur de taxi victime d'un entrepreneur sans pitié joué par Johnny Dorelli, et qu'une jolie blonde (Moana Pozzi) vient sauver du suicide ;
- Arturo De Fanti, sans doute moins convaincant, dans Rag. Arturo De Fanti, bancario precario.

Il faut mettre à part Giandomenico Fracchia, que Paolo Villaggio crée en même temps que Fantozzi dans l'émission Quelli della Domenica et qui a eu sa propre série télévisée : Giandomenico Fracchia - Sogni Proibiti di uno di noi (1975). Ensuite seront réalisés (Fracchia la belva umana et Fracchia contro Dracula) et le personnage sera repris dans quelques émissions télévisées en 1986. 
La différence principale de Fracchia avec Fantozzi, c'est son statut de célibataire.

### Analogie entre Fantozzi et Fracchia
Dans les premiers livres sur Fantozzi, Villaggio avait créé un personnage appelé Fracchia, malchanceux, malheureux et méprisé comme Fantozzi ; il disparaitra ensuite au profit de Filini, même si celui-ci existait déjà dès le début, sauf qu'il cumule alors l'ensemble des traits de caractère de l'ex-Fracchia, avec les siens propres, relativement moins attrayants.
Au contraire, le personnage de Fracchia, tel que Villaggio l'interprétait dans les années 1960 dans l'émission Quelli della domenica, n'est pas du même ordre que Fantozzi, malheureux de sa condition : Fracchia est quant à lui tellement habitué à son rôle inférieur et méprisable, qu'il est rassuré de cet état. Par ailleurs, il rate tout ce qu'il fait, et ne parvient même pas à parler d'une façon compréhensible. Quand on lui pose une question, il ne répond que par des sons monosyllabiques, tout en gesticulant pour se faire comprendre. Son expression fétiche est : "Com'è umano lei!" (comme vous êtes humain), alors que tout le monde le juge stupide et inférieur. Lui-même étant persuadé de son infériorité, il a toujours peur de rencontrer qui que ce soit, et ne se trouve au repos que dans la solitude.
Dans les premiers films de Fantozzi on ne voit pas de tels traits de caractère : il est malheureux, mais ne manque pas d'assurance. C'est à partir de Fantozzi contro tutti (en 1980) que s'opère un amalgame des deux personnages, Fracchia et Fantozzi : l'employé perd toute confiance en soi, et chaque confrontation avec une autre personne est l'occasion de manifester ce mépris de soi qui l'habite.

## Le Cuirassé Potemkine
Un des rares moments de courage de Fantozzi dans toute la saga est sa réaction à l'obligation pour les employés de regarder des films soviétiques, dont le Le Cuirassé Potemkine, (qui s'appelle, dans Il secondo tragico Fantozzi (1976), Le Cuirassé Kotiomkin, parce que les droits d'auteurs ne furent pas concédés) :
« Per me... la corazzata Kotiomkin... È UNA CAGATA PAZZESCA! »
« À mon avis... le Cuirassé Kotiomkin... est une cochonnerie terrifiante !!! »
Cependant, pour rester fidèle au genre de la saga, ce ne sont pas les ouvriers révoltés qui ont le dernier mot, puisque la police les contraint à une réparation humiliante après qu'ils auront détruit le film qu'on voulait leur imposer et séquestré le cadre qui gérait l'activité en question.

## Fantozzi malheureux en amour
La famille de Fantozzi n'est pas vraiment un lieu de satisfaction : son épouse Pina, est une ménagère négligée et sa fille Mariangela, laide comme un singe, et la petite-fille Uga laide à l'identique (jouée par le même acteur que Mariangela). Il en vient donc à faire la cour à une jeune employée de la Mégaditta, Mlle Silvani, elle-même pas un prix de beauté, et de caractère peu agréable. Fantozzi se couvre de ridicule en essayant de l'inviter, ce qu'elle refuse toujours poliment. Les rares fois où elle accepte l'invitation, il arrive une catastrophe, comme la mort de son petit chien, ou une rixe avec trois énormes brutes.
En réalité la demoiselle se joue de Fantozzi, et épouse son collègue Calboni, un beau parleur coureur de jupons dont elle divorce ensuite. D'ailleurs cela n'est pas sans conséquence sur l'évolution de son personnage au long de la saga : elle devient de plus en plus vulgaire d'apparence et de langage. Curieusement, Fantozzi ne s'arrête jamais de lui faire la cour.
Dans le dernier film Fantozzi 2000 - La clonazione, Fantozzi persuadé d'avoir gagné au loto, achète un énorme château où sa "muse" accepte de venir le retrouver, se montrant éperdument amoureuse ; mais quand la réalité se fait jour, la demoiselle redevient aussi moqueuse qu'avant.

## L'âge de Fantozzi
L'âge de ce personnage virtuel n'est jamais facile à calculer : il est supposé avoir vu le jour en 1934 ; mais dans son premier livre (Fantozzi), Villaggio lui donne 400 ans, et affirme qu'il a travaillé déjà 92 ans dans la Megaditta, avec son goût habituel pour l'exagération. Dans le livre suivant, Fantozzi contro tutti, Fantozzi dit avoir 103 ans... et ainsi de suite dans les diverses allusions à son âge, toujours disproportionné.
En 1993, Neri Parenti met en scène la mort de son personnage dans Fantozzi in paradiso, puis le ressuscite dans Fantozzi - Il ritorno (en 1996), ce qui ne durera pas, puisqu'il est rappelé au Paradis par le président Silvio Berlusconi pour être condamné à regarder là haut des publicités. Fantozzi reviendra pourtant sur terre dans Fantozzi 2000 - La clonazione grâce à un procédé de clonage à partir d'un cheveu fourni par son épouse : Megaditta ne pouvait se passer de l'employé le plus servile de l'histoire !

## Les déformations du nom de Fantozzi
En guise d'humiliation, Fantozzi est souvent appelé d'un surnom ou en déformant son nom... dans la multitude des petits noms d'oiseaux dont on l'affuble, le français peut comprendre l'un d'eux : Fantocci (fantoches).

## Filmographie

### Les films de la "Saga de Fantozzi"
- Fantozzi, réalisé par Luciano Salce (1975)
- Il secondo tragico Fantozzi, réalisé par Luciano Salce (1976)
- Fantozzi contro tutti, réalisé par Neri Parenti et Paolo Villaggio (1980)
- Fantozzi subisce ancora, réalisé par Neri Parenti (1983)
- Superfantozzi, réalisé par Neri Parenti (1986)
- Fantozzi va in pensione, réalisé par Neri Parenti (1988)
- Fantozzi alla riscossa, réalisé par Neri Parenti (1990)
- Fantozzi in paradiso, réalisé par Neri Parenti (1993)
- Fantozzi - Il ritorno, réalisé par Neri Parenti (1996)
- Fantozzi 2000 - La clonazione, réalisé par Domenico Saverni (1999)

### Giandomenico Fracchia
- Fracchia la belva umana, réalisé par Neri Parenti (1981)
- Fracchia contro Dracula, réalisé par Neri Parenti (1985)

### Autres films avec des personnages semblables à Fantozzi, interprétés par Villaggio
- Sogni mostruosamente proibiti, réalisé par Neri Parenti (1982)
- Pappa e ciccia, réalisé par Neri Parenti (1982)
- I pompieri, réalisé par Neri Parenti (1985)
- Scuola di ladri, réalisé par Neri Parenti (1986)
- Missione eroica - I pompieri 2, réalisé par Giorgio Capitani (1987)
- Scuola di ladri - Parte seconda, réalisé par Neri Parenti (1987)
- Ho vinto la lotteria di capodanno, réalisé par Neri Parenti (1989)
- Le comiche, réalisé par Neri Parenti (1990)
- Le comiche 2, réalisé par Neri Parenti (1991)
- Le nuove comiche, réalisé par Neri Parenti (1994)

### Livres de Paolo Villaggio dont Fantozzi est le protagoniste
- (it) Paolo Villaggio, Fantozzi, Milan, Rizzoli, 1971. Réédition 2006,  (ISBN 978-8817007733)
- (it) Paolo Villaggio, Il secondo tragico libro di Fantozzi, Milan, Rizzoli, 1974
- (it) Paolo Villaggio, Le lettere di Fantozzi, Milan, Rizzoli, 1976
- (it) Paolo Villaggio, Fantozzi contro tutti, Milan, Rizzoli, 1979
- Paolo Villaggio (trad. de l'italien par Annie Robert et Paul Chaland), Fantozzi avec et contre tous, Paris, Robert Laffont, 1981, 257 p. (ISBN 2-221-00708-5)[6]
- (it) Paolo Villaggio, Fantozzi subisce ancora, Milan, Rizzoli, 1983
- (it) Paolo Villaggio, Caro direttore, ci scrivo... : lettere del tragico ragioniere, raccolte da Paolo Villaggio, Milan, Mondadori, 1993
- (it) Paolo Villaggio, Fantozzi saluta e se ne va : le ultime lettere del rag. Ugo Fantozzi, Milan, Mondadori, 1994
- (it) Paolo Villaggio, Tragica vita del ragionier Fantozzi, Milan, Mondadori, 2012

### Essais sur le personnage de Fantozzi
- (it) Fabrizio Buratto, Fantozzi. Una maschera italiana, Lindau, 2003
- (it) Alberto Pallotta, Mostruosamente... Fantozzi, un mondo a parte, 2006
- (it) David De Filippi, Fantozzi aveva ragione : Manuale per un management assolutamente catastrofico, Aliberti Castelvecchi, 2010, 123 p. (ISBN 978-88-6431-011-4)